# 東急シェアリング
株式会社東急シェアリング（とうきゅうシェアリング）は、東京都渋谷区に本社を置いていたリゾート事業を行う東急グループの企業。タイムシェアによるリゾートホテル「東急バケーションズ」（旧ブランド「ビッグウィーク」）を運営している。本稿では東急バケーションズの概要についても説明する。

## 東急バケーションズの概要
東急におけるリゾート事業の一環として、1999年に事業開始（当時のブランドは「ビッグウィーク」）。利用者は、下記のどちらかの利用権を購入し、利用する。
- タイムシェア制
特定の1週間（7泊8日）で20年間利用可能な利用権を購入し、利用する。
- チケット制
1泊単位のチケットを年間で7枚利用可能で、5年分を購入し、利用する。

## 沿革
- 1999年（平成11年）
  - 1月25日 - 東京急行電鉄がタイムシェアリゾート事業への進出を行う。
  - 7月2日 - 株式会社東急ビッグウィークステーションを設立。
  - 10月 - ビッグウィーク第1号として、「ビッグウィーク京都」を京都府京都市東山区に開業。
- 2017年（平成29年）4月1日 - 株式会社東急シェアリングに商号変更し、ブランド名を「東急バケーションズ」に変更。
- 2023年（令和5年）4月1日 -「TKホテル準備会社」を一旦設立の上、東急ホテルズの運営機能を吸収分割。その上で、東急シェアリングを吸収・合併するとともに、会社再編を行い、4月1日に商号を東急ホテルズ&リゾーツ株式会社に変更[3]。